# Madness (chanson de Muse)
Pour les articles homonymes, voir Madness (homonymie).
Singles de Muse
Survival
(2012) Follow Me
(2012)
Pistes de The 2nd Law
Supremacy
(1) Panic Station
(3)
Madness est une chanson extraite de l'album The 2nd Law du groupe britannique Muse. Il s'agit du second single de l'album paru le 20 août 2012. et du troisième extrait promotionnel de l'album après Survival, quelques semaines plus tôt en tant qu'hymne officiel des Jeux olympiques de Londres et Unsustainable début août. Il s'agit du 27e single du groupe. La chanson est révélée par le groupe pendant l'émission de Zane Lowe sur BBC Radio 1 a 20 h 30 heure française (comme Survival).
En février 2013, Warner déclare que Madness devient la chanson restée classée no 1 des classements musicaux américains le plus longtemps de tous les temps, avec actuellement 20 semaines à la plus haute place du classement et dépasse, aux États-Unis, en avril 2013, un million d'exemplaires vendu certifié ainsi disque de platine. La chanson est utilisée dans le sixième épisode de la saison 13 (De la balle au prisonnier) de la série Les Experts, diffusé le 5 février 2014, sur TF1[réf. nécessaire].

## Développement
Madness est un morceau minimaliste, calme et suave, à sonorité électronique dans le genre musical de Undisclosed Desires,. Un croisement musical entre I Want to Break Free de Queen et Faith de George Michael. L'instrumentation n'est pas non plus sans rappeler les sons électroniques de Depeche Mode, U2 et Prince.
Le son est résolument électronique et pop, ce qui l'éloigne des morceaux les plus emblématiques du groupe. La chanson a pour thème un moment personnel de la vie du chanteur, Matthew Bellamy. Elle évoque les troubles au sein de son couple avec l'actrice new-yorkaise Kate Hudson avec qui il partageait sa vie depuis le mois de juin 2010.

## Clip vidéo
Le clip vidéo est mis en ligne le 5 septembre 2012 par le compte YouTube officiel du groupe et dure cinq minutes et 20 secondes. Réalisé par Anthony Mandler, il met en scène un couple qui fume incarné par les mannequins Erin Wasson et Maximilian Silberman une cigarette dans une station et une rame de métro, ainsi que des agents du SWAT de Los Angeles. Les 3 membres du groupe y apparaissent aussi. La plus grosse surprise est certainement le fait que ce soit Christopher Wolstenholme qui joue de la Kitara sur ce morceau. On le voit ainsi jouer de cet instrument dans le clip. Quant à Dominic Howard, on le voit frapper sur des peaux diverses. Matthew Bellamy ne joue d'aucun instrument sur ce clip. Sur les plans où il apparait, on le voit seulement chanter.

## Accueil
Les médias et certains fans ont été déstabilisés par le changement de style qu'annonce ce morceau. Des fans ont également pu être déçus, comme ils l'avaient été par Undisclosed Desires. Guitare quasi absente et voix langoureuse s'éloignant, pour certains, des classiques du groupe (Showbiz, Dead Star, New Born, Plug In Baby, et Stockholm Syndrome, notamment), qui avaient fait leur succès.
Cependant, pour la première fois de l'histoire du groupe, plusieurs célébrités expriment leur affection pour ce nouveau single. Dès le lendemain de la parution de Madness, le leader de Coldplay, Chris Martin, sur twitter, décrit la chanson comme le « meilleur muse jamais composé ». Le lendemain, il s'agit du chanteur du groupe Keane, également sur twitter qui déclare s'être « réconcilié » avec la musique britannique en ayant écouté le morceau. Plus tard ce fut au tour de Adam Lambert et Kevin McHale de s'exprimer de la même manière, glorifiant cette dernière création.

## Titres
| 1. | Madness | 4:39 |

## Classements
| Classements (2012–2013)                 | Meilleure position |
| --------------------------------------- | ------------------ |
| (ARIA)                                  | 82                 |
| Allemagne (Media Control AG)            | 67                 |
| Autriche (Ö3 Austria Top 40)            | 56                 |
| Belgique (Flandre Ultratop 50 Singles)  | 41                 |
| Belgique (Wallonie Ultratop 50 Singles) | 10                 |
| (Canadian Hot 100)                      |                    |
| Danemark (Tracklisten)                  | 38                 |
| France (SNEP)                           | 14                 |
| (Tónlist)                               | 9                  |
| (IRMA)                                  | 74                 |
| Israël (Media Forest)                   | 9                  |
| (FIMI)                                  | 9                  |